# Козлов Володимир Володимирович (художник)
Володимир Володимирович Козло́в (нар. 24 січня 1951, Ворошиловськ) — український графік, живописець; член Спілки художників України з 1987 року. Син художника Володимира Козлова.

## Біографія
Народився 24 січня 1951 року в місті Ворошиловську (тепер Алчевськ Луганської області, Україна). У 1980 році закінчив Харківський художньо-промисловий інститут (викладачі Євген Биков, Віктор Гонтаров, Олександр Хмельницький).
Після закінчення навчання живе і працює в Луганську: у 1985–1987 роках — головний художник художник-виробничого комбінату; у 1996—1998 очолював Луганську організацію Національної спілки художників України; у 1999—2007 роках там же відповідальний секретар; одночасно у 1998—2000 роках очолював творчу секцію живопису; з 2007 року працює в академії культури і мистецтв: з 2009 року — завідувач кафедри станкового живопису.
Жив у Луганську в будинку на прововулку Пузирьова, № 26 та в будинку на вулиці 16-й лінії, № 7а, квартира № 8.

## Творчість
Працює в галузі монументального і станкового живопису, графіки, монументально-декоративного мистецтва. Серед робіт:
живопис
- «Червоний патруль» (1982);
- «Встановлення» (1987);
- триптих «Кобзарева пісня» (1990);
- «Пісня степу» (1992);
- «Флора» (1993);
- «Купальська ніч» (1996);
- «Мальовничий світ театру» (1997);
- «Пісня степу» (2000);
- «Благовіщення» (2000);
- «Дике Поле» (2003);
- «Лунає пісня» (2003);
- «Чайки» (2003);
- «Хортиця. Старий Дніпро» (2003);
- «Полудень» (2004);
- «Степові міражі» (2005);
- «Вербна неділя» (2006);
- «Сарматка» (2006);
- «Степовики» (2006);
- «Кургани» (2006);
- «Пасхальний натюрморт» (2008);
- «Старий дуб» (2008);
- «Грот» (2008);
- «Криниця» (2013);
- «Архипівна» (2013);

графіка
- серія «Мої друзі водолази» (1996);

розписи
- у Луганському українському музично-драматичному театрі (1997);
- «Старий Луганськ» (Музей історії міліції Луганщини, Луганськ, 2004).

Брав участь в обласних, всеукраїнських, закордонних мистецьких виставках з 1980-х років. Персональні відбулися у Луганську у 2006 році та дві у Києві у 2008 році.
Деякі твори зберігаються у Луганському, Кіровоградському обласному та Запорізькому художніх музеях.